# Кривлянська сільська рада
Кривлянська сільська́ ра́да (біл. Крыўлянскі сельсавет) — адміністративно-територіальна одиниця у складі Жабинківського району Берестейської області Білорусі. Адміністративний центр — село Кривляни.

## Історія
11 травня 2012 року до Жабинківської сільської ради включені частина території та населених пунктів ліквідованої Яківчицької сільської ради (села Борздили, Вандалин, Вежки, Малі Яківчиці, Матяси, Огородники, Свищі, Стовпи).

## Склад ради
Населені пункти, що підпорядковувалися сільській раді:
| Населений пункт  | Тип  | Населення, осіб (2009) |
| ---------------- | ---- | ---------------------- |
| Багни            | село | 40                     |
| Балевщина        | село | 23                     |
| Борздили         | село | 20                     |
| Бояри            | село | 21                     |
| Вандалин         | село | 16                     |
| Вежки            | село | 160                    |
| Великі Сехновичі | село | 112                    |
| Глубоке          | село | 100                    |
| Горелки          | село | 36                     |
| Грицевичі        | село | 109                    |
| Корди            | село | 38                     |
| Кривляни         | село | 381                    |
| Малі Яківчиці    | село | 69                     |
| Матвійовичі      | село | 370                    |
| Матяси           | село | 92                     |
| Можейки          | село | 35                     |
| Нові Двори       | село | 75                     |
| Огородники       | село | 71                     |
| Свищі            | село | 19                     |
| Семеновці        | село | 3                      |
| Стовпи           | село | 107                    |
| Ханьки           | село | 11                     |
| Шеди             | село | 8                      |

## Населення
За переписом населення Білорусі 2009 року чисельність населення сільської ради становила 1362 особи.

### Національність
Розподіл населення за рідною національністю за даними перепису 2009 року:
| Національність               | Осіб | Відсоток |
| ---------------------------- | ---- | -------- |
| білоруси                     | 1191 | 87,44 %  |
| українці                     | 111  | 8,15 %   |
| росіяни                      | 44   | 3,23 %   |
| поляки                       | 8    | 0,59 %   |
| вірмени                      | 3    | 0,22 %   |
| дві та більше національності | 3    | 0,22 %   |
| молдовани                    | 1    | 0,07 %   |
| національність не вказана    | 1    | 0,07 %   |
| Разом                        | 1362 | 100 %    |